# Estevanico
Estevanico (Azamor, c.1503 - Hawikkuh, 1540), escrito indistintamente con b, seguido a veces del apellido de Dorantes, o de seudónimos como   el Negro y  el Moro, fue un esclavo africano que acompañó a Álvar Núñez Cabeza de Vaca y dos españoles más en su viaje de retorno a la Nueva España desde la costa de la actual Florida en el Golfo de México hasta el estado de Sinaloa, actual México.
Se le describe a menudo como negro y Cabeza de Vaca, lo que indica que es "negro alárabe natural de Azamor". Posiblemente llegaría a Azemmour como mercancía a través del desierto o en un barco portugués. Era común entre los mercaderes de la época indicar el lugar donde primero entrara el esclavo en términos cristianos como lugar de origen. Desde hace tiempo algunos han mantenido sin ningún tipo de prueba que Esteban era bereber, actitud que Rayford Logan, hace muchos años, tachaba de racista en el contexto del cuarto centenario de la entrada de Francisco Vázquez de Coronado en Arizona y Nuevo México.

## Biografía
Estebanico vivió algún tiempo en Azamor, en la costa africana del océano Atlántico, que poco después de su nacimiento fue enclave portugués, y que en aquel tiempo era una ciudad portuaria autónoma del Reino de Fez. No se sabe cómo llegó a España, pero lo más probable es que viniera a un puerto español o portugués muy posiblemente cerca de Jerez de la Frontera durante el hambre terrible y la peste de los años 1518 a 1523. Ya lo había adquirido Andrés Dorantes de Carranza, un noble español, en 1527 cuando ambos participaron en la desafortunada expedición de Pánfilo de Narváez de 1527-1528 para conquistar la Florida. No se sabe si Dorantes lo tomó en España o en Cuba.
Estebanico fue uno de los cuatro supervivientes de los trescientos hombres de la Expedición de Narváez que naufragó frente a las costas de Florida. En su mayor parte los hombres murieron a causa de la sed o muertos por los nativos. Estebanico permaneció cautivo de los indios Ananarivo en la costa del golfo de México junto con los también náufragos Alonso del Castillo Maldonado, Andrés Dorantes de Carranza y Álvar Núñez Cabeza de Vaca. Por sus propios medios lograron escapar y oficiando entre los nativos como curanderos y magos, gracias a los conocimientos médicos de Cabeza de Vaca, se ganaron la voluntad de los nativos e hicieron varias exploraciones en busca de una ruta para regresar a la Ciudad de México por lo que hoy es el suroeste de Estados Unidos y norte de México. 
Tras deambular durante largo tiempo por la extensa zona que hoy es la frontera entre México y Estados Unidos llegaron a la zona del río Bravo o Grande. Siguiendo el curso del río encontraron tribus dedicadas a la caza del bisonte americano con las que convivieron. Finalmente, a orillas del río Sinaloa o Petatlán encontraron a un grupo de exploradores españoles y con ellos regresaron a la Nueva España. Ocho años habían pasado desde que partieron de Cuba. El relato de esa aventura se encuentra en el libro de Cabeza de Vaca Naufragios.

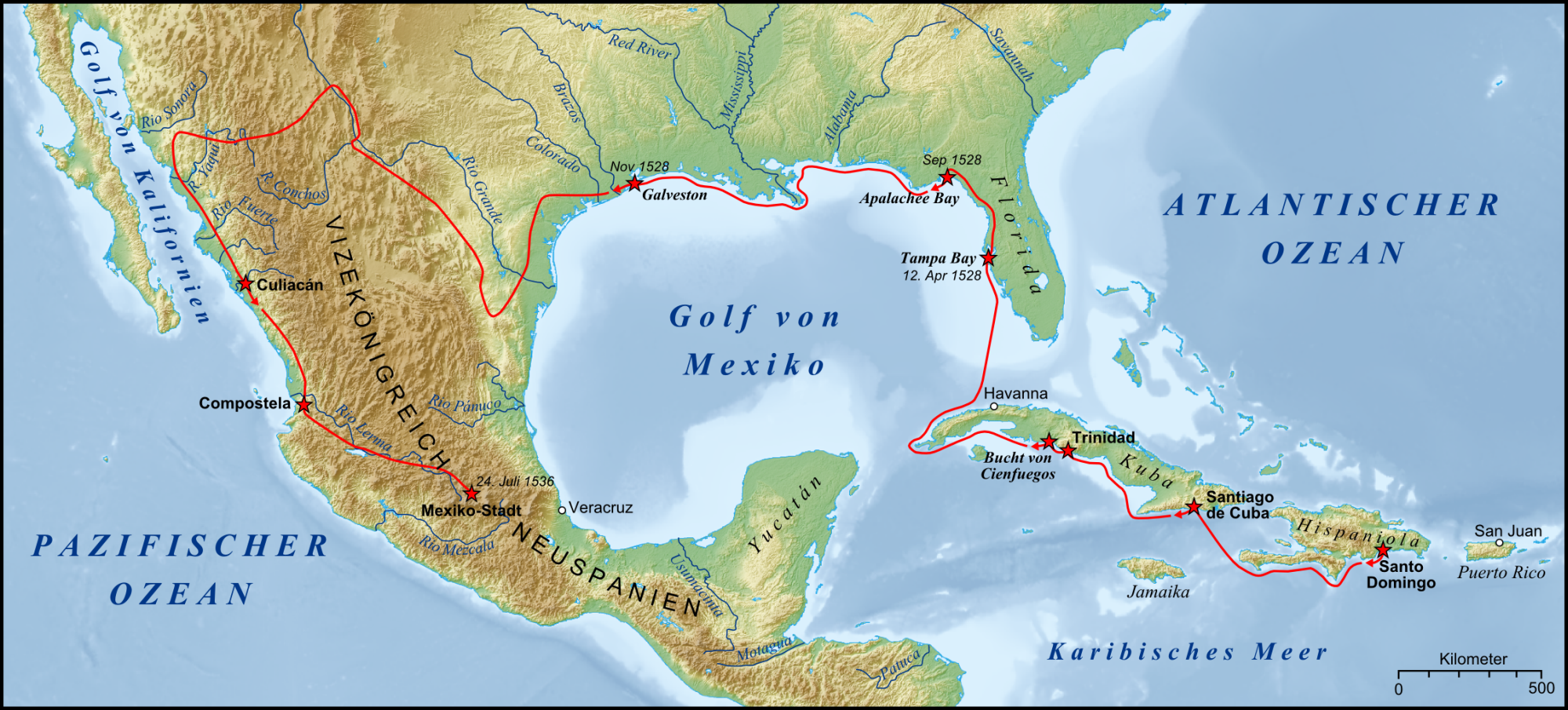
Estebanico caminó con Cabeza de Vaca hasta la capital de Nueva España, donde se quedó. Luego sirvió de guía a la expedición de Fray Marcos de Niza.

Posteriormente, Estebanico viajó con Marcos de Niza como guía en busca de las famosas Siete Ciudades de Cíbola, precediendo a Francisco Vázquez de Coronado. Murió en Hawikuh (en lo que hoy es Nuevo México) en una riña con indígenas Zuñi. Otra teoría (Maura 2002), defiende que Estebanico no murió en esa ocasión, sino que confabulado con sus amigos indígenas inventó toda la historia de su muerte, para que de esta forma fuese contada a Fray Marcos de Niza y posteriormente a los siguientes exploradores de aquellas regiones.